# Javier Ruiz de las Heras Peñaranda
Francisco Javier Ruiz de las Heras Peñaranda, conocido como Zizu, es un futbolista español de Logroño (España), nacido el 12 de marzo de 1984.